# 蔡林记

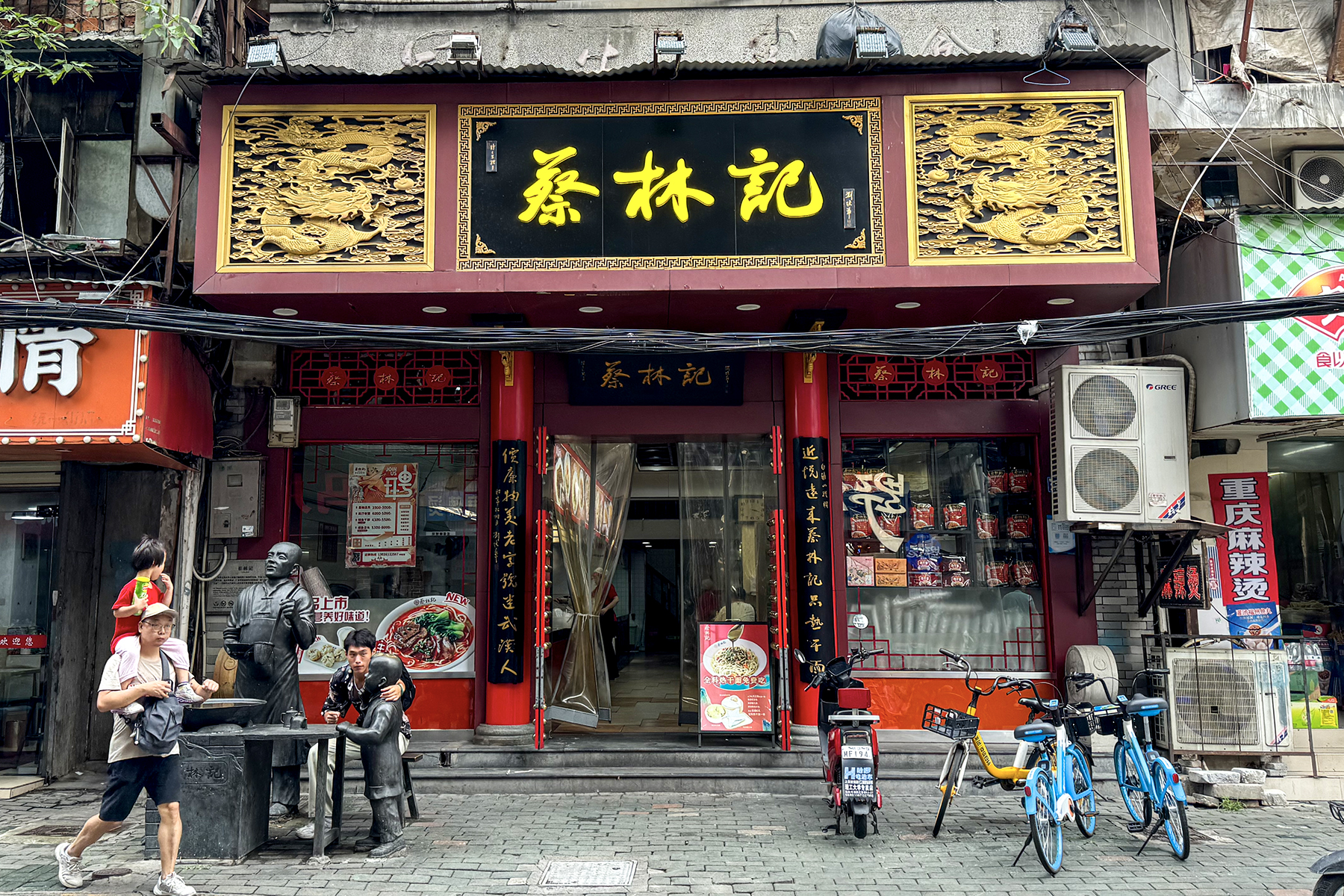
位于武汉市江汉区统一街的蔡林记门店

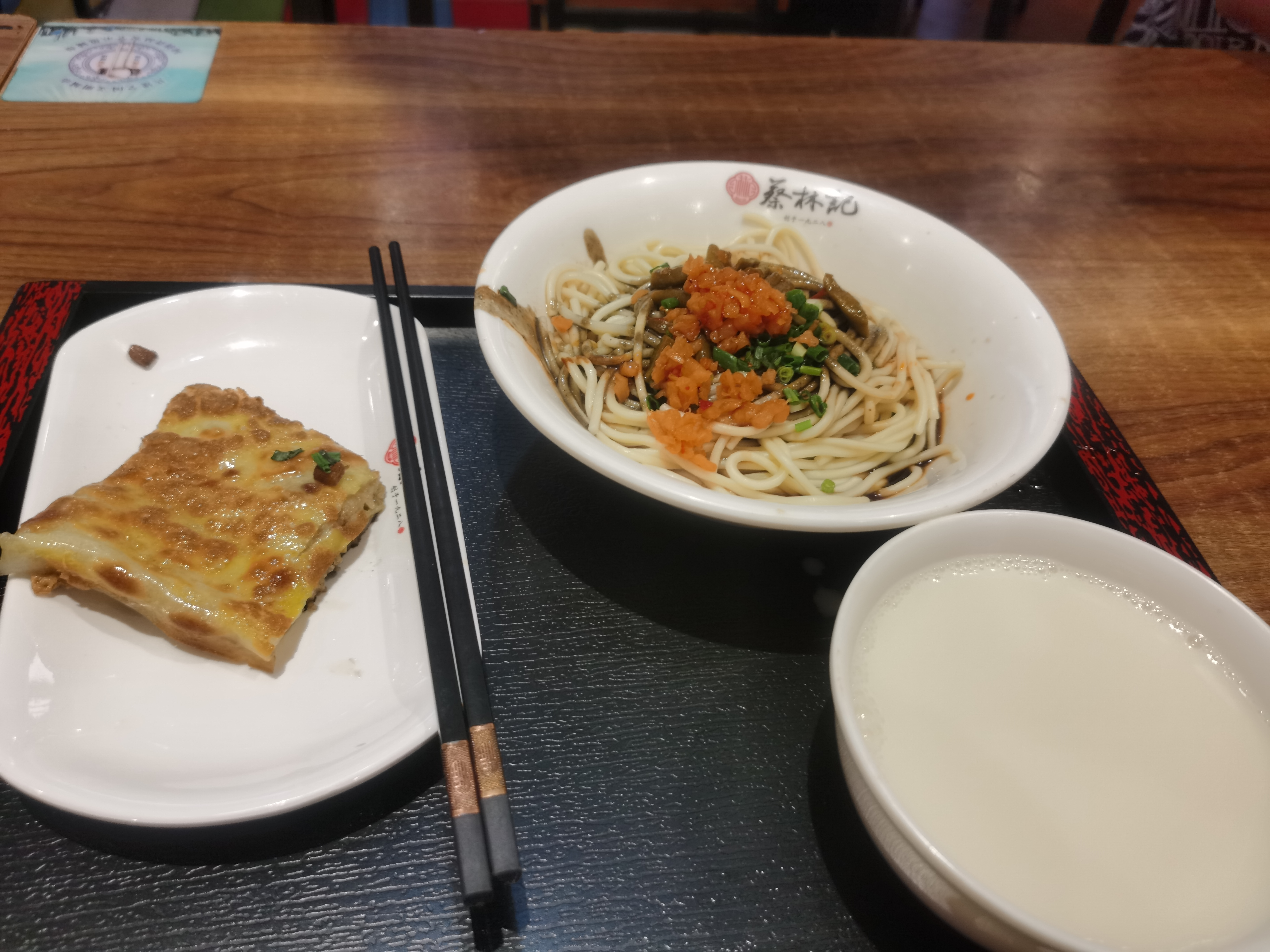
蔡林记的热干面、豆皮和豆浆套餐

蔡林记，中国武汉第一家热干面馆，由热干面的创始者开办，是武汉著名的老字号小吃店，武汉城市名片之一。 
另外，中国已发展门店100多家，门店遍布湖北省，并且覆盖了武汉的各大窗口(如机场、交通中心、高铁站、火车站）和具有武汉特色的核心商业街及大型综合商业体。同时蔡林记在河南、山西、江西、山东等多省发展门店十余家。

## 简史
- 1930年，家在汉口满春路口的蔡明伟夫妇打出“蔡林记”的招牌经营热干面[1]，店名的由来是因蔡家门前有两棵葱郁的大树，取名“蔡林记”喻意蔡家生意兴隆。
- 1955年，“蔡林记”迁至更加繁华的中山大道726-728号。
- 1956年公私合营，1966年起转为国营[2]。
- 1974年，店堂再次迁移至佳丽广场正门下，营业面积扩至560平方米。
- 1996年6月，“蔡林记”与厚生理餐馆合并，改造后的厚生理餐馆在中山大道上挂出了“蔡林记”的牌子。仅2.8米宽的门面如犹抱琵琶半遮面。重张后的“蔡林记”营业面积（1—4层）达490平方米，最高峰日销售热干面达450公斤。
- 2009年2月，改制后[3]的蔡林记进驻户部巷，店面有上百平方米，店堂宽敞洁净。
- 2010年2月19日，蔡林记热干面又重返江汉路，坐落在江汉路统一街路口，距武汉工艺大楼200米处距10年前蔡林记的老店不到50米。
- 2014年被评为“湖北省著名商标”，2015年被湖北省商务厅认定为“湖北省老字号”，2016年9月应邀由中国烹饪协会和中国中央电视台举办的十大名面邀请赛，获“中国十大名面”荣誉称号[4]。

## 分店
- 吉庆街店：武汉市江岸区中山大道667号吉庆民俗街一期
- 江汉路店：武汉市江汉区统一街272号（武汉工艺大楼背后）
- 户部巷店：汉市武昌区户部巷楼合楼一楼6-8号
- 昙华林店：武汉市武昌区昙华林路华联超市